# Pacal moisii
Espèce
Synonymes
- Schizomus moisii Rowland, 1973
- Stenochrus moisii (Rowland, 1973)

Pacal moisii est une espèce de schizomides de la famille des Hubbardiidae.

## Distribution
Cette espèce est endémique d'Oaxaca au Mexique,. Elle se rencontre dans les grottes Grutas de Monteflor à Valle Nacional.

## Description
Le mâle holotype mesure 4,1 mm et la femelle paratype 4,6 mm.

## Étymologie
Cette espèce est nommée en l'honneur de Thomas Moisi.

## Publication originale
- Rowland, 1973 : Three new Schizomida of the genus Schizomus from Mexican caves. Bulletin of the Association for Mexican Cave Studies, no 5, p. 135-140.